# Médecin-pompier en France
En France, le médecin-pompier est un médecin du service de santé et de secours médical (SSSM) qui est une composante des services départementaux d'incendie et de secours (SDIS), de la brigade de sapeurs-pompiers de Paris (BSPP) ou du bataillon de marins-pompiers de Marseille (BMPM).
Les médecins des SDIS sont volontaires ou professionnels et sont des agents de collectivité territoriale. Les médecins de la BSPP ou du BMPM sont militaires ou civils conventionnés.
Tous ont pour missions de surveiller l'état de santé des sapeurs pompiers, leur soutien sanitaire sur le terrain et de participer à l'aide médicale urgente au même titre que les SAMU.
Les médecins sapeurs pompiers possèdent des moniteurs-défibrillateurs afin d'être plus efficaces lors des interventions. En effet, il est nécessaire d'avoir des moyens performants pour répondre aux urgences qui sont nombreuses comme le montrent les chiffres, les interventions du secours à la victime représentent 75 % des missions.

## Missions du SSSM[1]
- Surveillance de la condition physique des sapeurs-pompiers.
- Médecine professionnelle et d’aptitude des sapeurs-pompiers professionnels et volontaires.
- Conseil en matière de médecine préventive, d’hygiène et de sécurité
- Soutien sanitaire des interventions des services d’incendie et soins d’urgence aux sapeurs-pompiers.
- Formation des sapeurs-pompiers au secours à personne.
- Surveillance de l’état de l’équipement médico-secouriste du service.
- Participation aux missions de secours d’urgence dans le cadre de l’aide médicale urgente et des transports sanitaires.
- Participation aux opérations impliquant des animaux ou concernant des chaînes alimentaires.
- Participation à la prévision, à la prévention et aux interventions dans les domaines des risques naturels et technologiques.

## Le secours d'urgence[1]
Les médecins et infirmiers de sapeurs-pompiers sont équipés de matériel médical. À l’occasion d’une intervention, ils peuvent intervenir seuls ou en binôme, sur l’ensemble d'un département. L’infirmier, sans la présence d’un médecin, est habilité à mettre en œuvre des protocoles de soins d’urgence.

## Le soutien sanitaire[1]
L’une des missions prioritaires du SSSM est d’apporter un soutien sanitaire lors des interventions et de dispenser les soins d’urgence aux sapeurs-pompiers. Tous les jours, deux infirmiers de sapeurs-pompiers sont en garde postée dans deux casernes du département[réf. nécessaire]. Ils disposent d’un V.S.M (véhicule de secours médical) et sont accompagnés d’un équipier-conducteur. Un médecin de sapeurs-pompiers peut participer à l’intervention.